# キラーニー
キラーニー (Killarney) は、アイルランド・マンスター地方ケリー県のタウン。

## 概要
レイン湖の北東岸のキラーニー国立公園の一部に位置している。
その自然遺産や歴史、好立地などから、人気の観光地となっており、観光業がキラーニーの最大の産業となっている。首都のダブリン以外で、最もホテルのベッド数の多い都市である。ほとんどがアメリカ、アイルランド、イギリス、ドイツ、他の欧州諸国からの観光客である。

## 姉妹都市
- イタリア カスティリオーネ・ディ・シチーリア
- アメリカ合衆国 コンコード（ノースカロライナ州）
- アメリカ合衆国 スプリングフィールド（イリノイ州）
- アメリカ合衆国 クーパー・シティ
- アメリカ合衆国 マートルビーチ
- イギリス ケンダル
- ドイツ プラインフェルト